# Melody Maker
Melody Maker è stato un periodico britannico di musica, tra i più antichi settimanali musicali del mondo. Venne fondato nel 1926 come rivista rivolta ai musicisti e per decenni è stata una delle più famose del suo genere. Originariamente rivolta verso il jazz, dagli anni cinquanta e sessanta è stata orientata principalmente verso il rock e il pop. La rubrica degli annunci pubblicata dalla rivista, particolarmente popolare tra i musicisti britannici, ha portato negli anni alla nascita e al cambiamento di molte formazioni tra le quali gli Stranglers, i Deep Purple, gli Yes, i Genesis e i Depeche Mode. Nel 2000, dopo un periodo di calo di vendite, ne è stata effettuata la chiusura e la conseguente fusione con la storica rivale New Musical Express.